# Uricani
Uricani é uma cidade da Romênia com 12177 habitantes, localizada no judeţ (distrito) de Hunedoara.